# Manuel Ortlechner
Manuel Ortlechner (ur. 4 marca 1980 w Ried im Innkreis) – austriacki piłkarz występujący na pozycji obrońcy. Od 2009 jest zawodnikiem Austrii Wiedeń.

## Kariera klubowa
Ortlechner treningi rozpoczął w wieku 7 lat w klubie TSV Ort. W 1996 roku przeszedł do juniorskiej ekipy SV Ried. W sezonie 1999/2000 został włączony do jego pierwszej drużyny. W tamtym sezonie rozegrał jedno ligowe spotkanie. 30 marca 2002 w przegranym 1:2 meczu z FC Kärnten strzelił pierwszego gola w trakcie gry w Bundeslidze. W ciągu pięciu sezonów w barwach Ried Ortlechner zagrał 105 razy i zdobył 2 bramki.
W 2004 roku odszedł do SV Pasching, również grającego w Bundeslidze. Pierwszy ligowy mecz zaliczył tam 26 września 2004 przeciwko Schwarz-Weiß Bregenz (3:2). W 2007 roku klub Ortlechnera przeniósł się z Pasching do Klagenfurtu i zmienił nazwę na Austria Kärnten. Ortlechner spędził tam jeszcze dwa sezony.
W 2009 roku podpisał kontrakt z innym pierwszoligowym zespołem - Austrią Wiedeń. Zadebiutował tam 24 lipca 2009 w wygranym 5:4 ligowym pojedynku z LASK Linz.

## Kariera reprezentacyjna
W reprezentacji Austrii Ortlechner zadebiutował 6 września 2006 w przegranym 0:1 towarzyskim meczu z Wenezuelą. Kolejne spotkania w drużynie narodowej rozegrał w 2009 roku. Był uczestnikiem eliminacji do Mistrzostw Świata 2010, na które nie wywalczył z kadrą awansu.